# Noord-Sotho

Geographische distributie van gesproken Noord-Sotho in Zuid-Afrika.

De taal Noord-Sotho (Sesotho sa Leboa in het Noord-Sotho) is een van de twaalf officiële landstalen van Zuid-Afrika. Het wordt door ongeveer 4.618.000 mensen als moedertaal gesproken (2011-census). Noord-Sotho is deel van de Sotho-Tswana talen.
Aangezien de Pedi-groep het grootste deel uitmaakt van de heterogene Noord-Sotho-groep, wordt soms naar Noord-Sotho verwezen als Pedi (Sepedi in het Noord-Sotho).